# اشنبلهورن
اشنبلهورن (به لاتین: Schnebelhorn) یک کوه در سوئیس است که در کانتون سنت گالن واقع شده‌است. اشنبلهورن ۱٬۲۹۱٫۹ متر بالاتر از سطح دریا واقع شده‌است.